# Фільмографія Даніель Дар'є
Фільмографія французької акторки Даніель Дар'є. За час своєї кінокар'єри акторка знялася у понад 140-а кіно- телефільмах та серіалах.

## 1931—1939

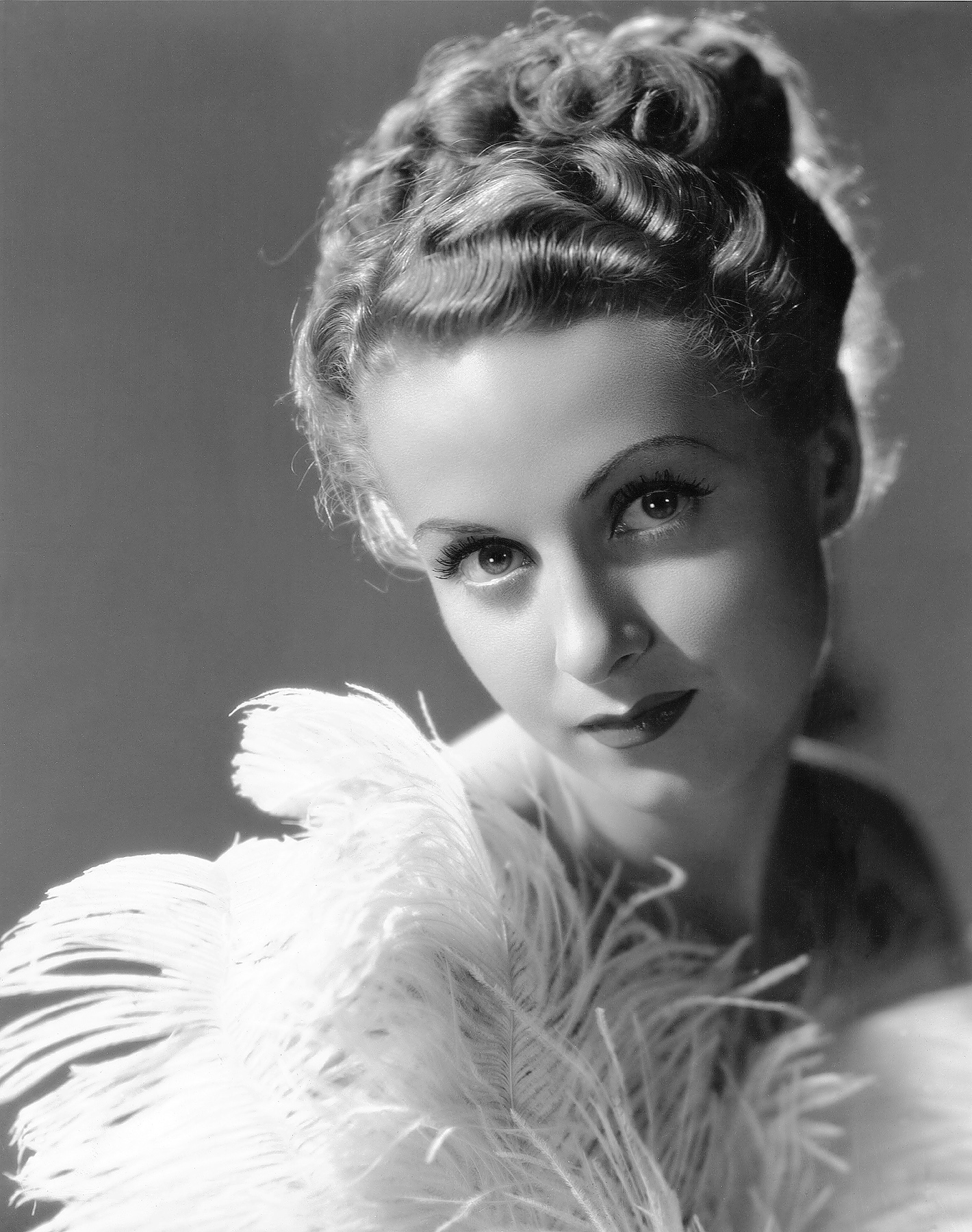
У фільмі «Гнів Парижа», 1938

| Рік  |   | Українська назва              | Оригінальна назва             | Роль                              |
| ---- | - | ----------------------------- | ----------------------------- | --------------------------------- |
| 1931 | ф | Бал                           | Le bal                        | Антуанетта                        |
| 1931 | ф |                               | Coquecigrole                  | Coquecigrole, сирота              |
| 1932 | ф | Весільна подорож              | Voyage de noces               |                                   |
| 1932 | ф | Панург                        | Panurge                       | Регіна                            |
| 1932 | ф | Скринька                      | Le coffret de laque           | Генрієтта                         |
| 1933 | ф | Волга в полум'ї               | Volga en flammes              | Маша                              |
| 1934 | ф | Золото на вулиці              | L'Or dans la rue              | Габі                              |
| 1934 | ф | Криза закінчена               | La crise est finie            | Ніколь                            |
| 1934 | ф | Моє серце кличе тебе          | Mon coeur t'appelle           | Ніколь-Надін                      |
| 1934 | ф | Погана кров                   | Mauvaise graine               | Жаннетта                          |
| 1934 | ф | Замок снів                    | Château de rêve               | Беатріс                           |
| 1934 | ф | Деде                          | Dédé                          | Деніза                            |
| 1935 | ф | Яка дивна дівчинка!           | Quelle drôle de gosse!        | Люсі                              |
| 1935 | ф | Контролер плацкартного вагону | Le contrôleur des wagons-lits |                                   |
| 1935 | ф | Мадемуазель Моцарт            | Mademoiselle Mozart           | Дениза, надалі мадемуазель Моцарт |
| 1935 | ф | Я кохаю усіх жінок            | J’aime toutes les femmes      | Данієль                           |
| 1935 | ф | Зелене доміно                 | Le domino vert                | Елен і Маріанна де Рішмон         |
| 1936 | ф | Маєрлінг                      | Mayerling                     | Марія Вечера                      |
| 1936 | ф | Жіночий клуб                  | Club de femmes                | Клер                              |
| 1936 | ф | Порт-Артур                    | Port-Arthur                   | главная роль                      |
| 1936 | ф | Адвокат для романтика         | Un mauvais garçon             | головна роль                      |
| 1936 | ф | Поганий хлопець               | Un mauvais garçon             | Жаклін Серваль                    |
| 1936 | ф | Тарас Бульба                  | Tarass Boulba                 | Марина                            |
| 1937 | ф | Скандал                       | Abus de confiance             |                                   |
| 1937 | ф | Зловживання довірою           | Abus de confiance             | Лідія                             |
| 1938 | ф | Гнів Парижа                   | The Rage of Paris             | Ніколь                            |
| 1938 | ф | Катя                          | Katia                         | княжна Катерина Долгорукова       |
| 1938 | ф | Повернення на зорі            | Retour à l'aube               | Аніта                             |
| 1938 | ф | Мадемуазель, моя мати         | Mademoiselle ma mère          | Жаклін Летурнер                   |

## 1940—1949
| Рік  |   | Українська назва                                         | Оригінальна назва   | Роль                                     |
| ---- | - | -------------------------------------------------------- | ------------------- | ---------------------------------------- |
| 1939 | ф | Биття серця                                              | Battement de coeur  | Арлетт                                   |
| 1940 | ф | Кохання з першого погляду                                | Coup de foudre      |                                          |
| 1941 | ф | Перше побачення                                          | Premier rendez-vous | Мішель                                   |
| 1941 | ф | Капризи                                                  | Caprices            | Ліз                                      |
| 1942 | ф | Уявна коханка                                            | La fausse maîtresse | Ліліан                                   |
| 1946 | ф | До побачення, кохана                                     | Adieu chérie        | кохана                                   |
| 1946 | ф | Заради маленького щастя                                  | Au petit bonheur    | Мартіна                                  |
| 1947 | ф | Вірсавія                                                 | Bethsabée           | Арабелла Дельверт                        |
| 1948 | ф | Рюї Блаз (у радянському прокаті — «Небезпечна схожість») | Ruy Blas            | донья Марія Нейбурзька, королева Іспанії |
| 1948 | ф | Жан з Місяця                                             | Jean de la Lune     | Марселіна                                |
| 1948 | с | Міський тост (1948—1971)                                 | Toast of the Town   |                                          |
| 1949 | ф | Займися Амелією!                                         | Occupe-toi d'Amélie | Амелія                                   |

## 1950—1959

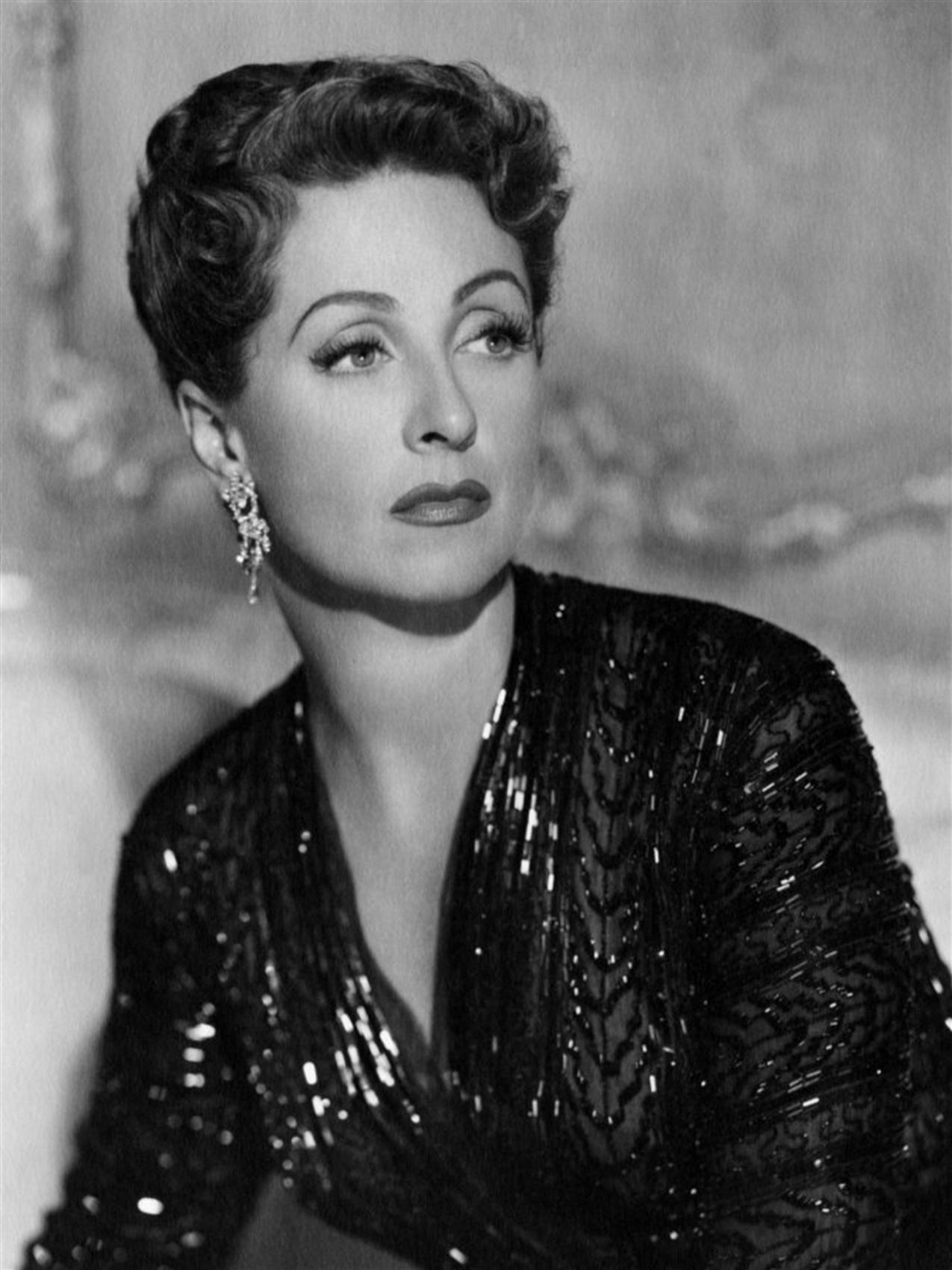
У фільмі «5 пальців» (1951)

| Рік  |   | Українська назва             | Оригінальна назва           | Роль                                |
| ---- | - | ---------------------------- | --------------------------- | ----------------------------------- |
| 1950 | ф | Карусель                     | La Ronde                    | Емма Брайткопф                      |
| 1950 | ф | Точеллі                      | Toselli                     | Луїза                               |
| 1951 | ф | Багаті, молоді та красиві    | Rich, Young and Pretty      | Марі Деварон                        |
| 1951 | ф | 5 пальців (Справа «Цицерон») | Five Fingers                | графиня Анна Ставіська              |
| 1951 | ф | Будинок Бонадьє              | La maison Bonnadieu         | Габріель Бонадьє                    |
| 1952 | ф | Чудове створіння             | Adorables Créatures         |                                     |
| 1952 | ф | Насолода                     | Le plaisir                  | мадам Роза (новела «Заклад Телльє») |
| 1952 | ф | Правда про крихітку Донж     | La Vérité sur Bébé Donge    | Клізабет «крихітка» Донж            |
| 1952 | ф | Одержима                     | La Jeune folie              |                                     |
| 1952 | ф | Коли жінки кохають           | Adorables créatures         | Крістіна                            |
| 1953 | ф | Мадам …                      | Madame de…                  | графиня Луїза …                     |
| 1953 | ф | Без відпущення гріхів        | Le bon Dieu sans confession | Жанін Фрежуль                       |
| 1954 | ф | Червоне та чорне             | Le rouge et le noir         | мадам Луїза де Реналь               |
| 1954 | ф | Замки Іспанії                | El torero                   |                                     |
| 1954 | ф | Гідні бути вбитими           | Bonnes à tuer               |                                     |
| 1954 | ф | Службові сходи               | Escalier de service         |                                     |
| 1955 | ф | Справа про отрути            | L'Affaire des poisons       | маркіза де Монтеспан                |
| 1955 | ф | Якби нам розповіли про Париж | Si Paris nous était conté   | Агнеса Сорель                       |
| 1955 | ф | Коханець леді Чаттерлей      | L'amant de lady Chatterley  | Констанція Чаттерлей                |
| 1955 | ф | Наполеон                     | Napoléon                    | Елеонора Денюель                    |
| 1956 | ф | Александр Великий            | Alexander the Great         | Олімпіада                           |
| 1956 | ф | Зарплата гріха               | Le Salaire du péché         | головна роль                        |
| 1957 | ф | Чужі дружини                 | Pot-Bouille                 | Каролін                             |
| 1957 | ф | Тайфун над Нагасакі          | Typhon sur Nagasaki         | Франсуаза Фабр                      |
| 1957 | ф | Сьоме небо                   | Le septième ciel            | Брігітта де Ледувіль                |
| 1958 | ф | Дивна неділя                 | Un drôle de dimanche        | Катрін                              |
| 1958 | ф | Замішання і ніч              | Le Désordre et la nuit      | Тереза Маркен                       |
| 1958 | ф | Життя удвох                  | La vie à deux               | Монік Лебо                          |
| 1959 | ф | Ока любові                   | Les Yeux de l'amour         | Жанна Монкатель                     |
| 1959 | ф | Марія-Жовтень                | Marie-Octobre               | Марія-Елен Дюмулен                  |
| 1959 | ф | Ловелас                      | L'Homme à femmes            | Габріела / Франсуаза                |

## 1960—1969
| Рік  |   | Українська назва                               | Оригінальна назва                         | Роль                         |
| ---- | - | ---------------------------------------------- | ----------------------------------------- | ---------------------------- |
| 1960 | ф | Вбивство на 45 обертах                         | Meurtre en 45 tours                       | Ева Фожере                   |
| 1961 | ф | Леви на волі                                   | Les lions sont lâchés                     | Марі-Лор Роберт-Гвічард      |
| 1961 | ф | Хай живе Генріх IV, хай живе кохання!          | Vive Henri IV, vive l'amour!              | Генрієтта д'Антраг           |
| 1961 | ф | Нічні обійми                                   | Les bras de la nuit                       | Данієль Гарньє               |
| 1962 | ф | Диявол і десять заповідей                      | Le Diable et les dix commandements        | Соланж Бушон / Клариса Ардан |
| 1962 | ф | Чому Париж?                                    | Pourquoi Paris?                           | повія                        |
| 1962 | ф | Злочин не вигідний                             | Le crime ne paie pas                      | Люсьєна                      |
| 1963 | ф | Ландрю                                         | Landru                                    | Берта Еон                    |
| 1963 | ф | Переполох серед вдів                           | Du grabuge chez les veuves                | Жудіт                        |
| 1963 | ф | Не довіряйте, дами!                            | Méfiez-vous, mesdames!                    | Едвіж                        |
| 1964 | ф | Картопля                                       | Patate                                    | Едіт Ролло                   |
| 1965 | ф | Золото герцога                                 | L’Or du duc                               |                              |
| 1965 | ф | Недільне життя                                 | Le dimanche de la vie                     | Джулія Сегов'є               |
| 1965 | ф | Прохання про помилування (Постріл з милосердя) | Le coup de grâce                          | Йоланда                      |
| 1967 | ф | Дівчата з Рошфора                              | Les demoiselles de Rochefort              | Івонн Гарньє                 |
| 1968 | ф | Двадцять чотири години із життя жінки          | Vingt-quatre heures de la vie d'une femme | Еліс                         |
| 1968 | ф | Птахи летять помирати в Перу                   | Les oiseaux vont mourir au Pérou          | мадам Фернанд                |
| 1968 | ф | Людина у бьюїку                                | L'homme à la Buick                        | мадам Делайрак               |
| 1969 | ф | Заміський будинок (Будинок в селі)             | La maison de campagne                     | Лоретта Буазельє             |

## 1972—1989
| Рік  |    | Українська назва                 | Оригінальна назва                                           | Роль                            |
| ---- | -- | -------------------------------- | ----------------------------------------------------------- | ------------------------------- |
| 1972 | ф  | Червоні троянди і зелені перці   | Roses rouges et piments verts                               |                                 |
| 1973 | ф  | Смертний гріх                    | No encontré rosas para mi madre                             | Тереза                          |
| 1974 | тф | Сади короля                      | Les jardins du roi                                          | Елен                            |
| 1975 | ф  | Божественна                      | Divine                                                      | Маріон Ренуар                   |
| 1976 | ф  | Святий рік                       | L'année sainte                                              | Крістіна                        |
| 1978 | тф | Не можна гуляти зовсім голою     | Mais n'te promène donc pas toute nue                        | Кларисса Вентру                 |
| 1979 | ф  | Гуляка                           | Le cavaleur                                                 | Сюзанна Тейлор, колишня коханка |
| 1982 | ф  | Кімната в місті                  | Une chambre en ville\|Une chambre en ville\|Марго Ланглуа}} |                                 |
| 1983 | ф  | На останній сходинці             | En haut des marches\|En haut des marches\|Франсуаза}}       |                                 |
| 1986 | ф  | Душею і тілом (Тіла і власність) | Corps et Biens\|Corps et biens\|мадам Кранц}}               |                                 |
| 1986 | ф  | Місце злочину                    | Le Lieu du crime                                            | бабця                           |
| 1988 | ф  | Декілька днів зі мною            | Quelques jours avec moi                                     | мадам Паск'є                    |
| 1989 | ф  | Стрімголов                       | Bille en tête                                               |                                 |
| 1989 | тф | Грозовий фронт                   | Le front dans les nuages                                    |                                 |

## 1991—2012
| Рік  |    | Українська назва                         | Оригінальна назва             | Роль                           |
| ---- | -- | ---------------------------------------- | ----------------------------- | ------------------------------ |
| 1991 | ф  | Хрещення                                 | Le jour des rois              | Арманд                         |
| 1992 | ф  | Бабусі                                   | Les mamies                    | Лолотт                         |
| 1993 | ф  | «Дівчата...» через 25 років              | Les demoiselles ont eu 25 ans |                                |
| 1995 | ф  | Золота сімка                             | Sept d'or                     |                                |
| 1996 | ф  | Тисяча і один рецепт закоханого кулінара | A Chef in Love                | эпизод (в титрах не зазначена) |
| 2000 | ф  | Ваш вибір, мадам                         | Ça ira mieux demain           | Ева                            |
| 2002 | ф  | 8 жінок                                  | 8 femmes                      | Мамі                           |
| 2003 | с  | Небезпечні зв'язки                       | Les liaisons dangereuses      | мадам де Розамунд              |
| 2004 | ф  | Я так довго чекав тебе                   | Une vie à t'attendre          | Емілія                         |
| 2006 | ф  | Новий шанс                               | Nouvelle chance               | Одетта Сен-Жиль                |
| 2007 | ф  | Час Ікс (У напрямку до нуля)             | L'heure zéro                  | Камілла Трессільян             |
| 2007 | мф | Персеполіс                               | Persepolis                    | бабуся Марджани (озвучування)  |
| 2008 | с  | Вони і я                                 | Elles et moi                  | Ізабель                        |
| 2010 | ф  | Весільний торт                           | Pièce montée                  | Мадлен                         |
| 2012 | ф  | Ще один круассан                         | Veel uks croissant            |                                |